# OVW Television Championship
L'OVW Television Championship è un titolo titolo di wrestling di proprietà della Ohio Valley Wrestling.
Il titolo è stato creato il 5 gennaio 2005.

## Albo d'oro
| Lottatore | Regni | Data              | Luogo       | Note |
| --- | ----- | ----------------- | ----------- | --- |
| Brent Albright | 1     | 26 gennaio 2005   | Louisville  | Sconfisse Seth Skyfire diventando il primo campione. |
| Albright rese vacante il titolo, una volta vinto l'OVW Heavyweight Championship il 18 maggio 2005                                           |       |                   |             | |
| Deuce Shade | 1     | 8 giugno 2005     | Louisville  | Sconfisse Kenny Dykstra nella finale del torneo. |
| Kenny Dykstra | 1     | 22 giugno 2005    | Louisville  | |
| CM Punk | 1     | 9 novembre 2005   | Louisville  | |
| Aron Stevens | 1     | 4 gennaio 2006    | Louisville  | Originariamente doveva disputarsi un three-way elimination match fra CM Punk, Kenny Dykstra e Brent Albright; tuttavia, Albright si infortunò prima del match e fu sostituito da Stevens che vinse il titolo. |
| Seth Skyfire | 1     | 8 marzo 2006      | Louisville  | |
| Charles Evans | 1     | 23 agosto 2006    | Louisville  | |
| Devon Driscoll | 1     | 11 ottobre 2006   | Louisville  | |
| Charles Evans | 2     | 1º novembre 2006  | Louisville  | |
| Seth Skyfire | 2     | 15 novembre 2006  | Louisville  | |
| Eddie Kraven | 1     | 3 gennaio 2007    | Louisville  | |
| Boris Alexiev | 1     | 24 gennaio 2007   | Louisville  | Sconfiggendo Mike Kruel. |
| Mike Kruel | 1     | 7 febbraio 2007   | Louisville  | |
| Boris Alexiev | 2     | 14 marzo 2007     | Louisville  | |
| Shawn Spears | 1     | 17 marzo 2007     | Cincinnati  | |
| Cody Rhodes | 1     | 6 luglio 2007     | Louisville  | |
| Shawn Spears | 2     | 13 luglio 2007    | Louisville  | |
| Ted McNaler | 1     | 19 settembre 2007 | Louisville  | |
| Shawn Spears | 3     | 24 ottobre 2007   | Louisville  | |
| Colt Cabana | 1     | 31 ottobre 2007   | Louisville  | |
| James Curtis | 1     | 14 novembre 2007  | Louisville  | |
| Jamin Olivencia | 1     | 20 febbraio 2008  | Louisville  | Primo Television Champion dopo la fine della collaborazione fra OVW e WWE. |
| Joey Mercury | 1     | 12 marzo 2008     | Louisville  | |
| Tommy McNaler | 1     | 16 aprile 2008    | Louisville  | |
| J.D. Michaels | 1     | 4 giugno 2008     | Louisville  | |
| Rudy Switchblade | 1     | 27 agosto 2008    | Louisville  | Sconfiggendo JD Michaels in un 15 Foot Pole Match. |
| Jamin Olivencia | 2     | 15 ottobre 2008   | Louisville  | Switchblade dette forfait prima del match e Olivencia conquistò il titolo senza combattere. |
| Igotta Brewski | 1     | 15 ottobre 2008   | Louisville  | |
| Outlaw | 1     | 26 novembre 2008  | Louisville  | Outlaw vinse per forfait poiché Brewski venne attaccato nel backstage e si infortunò. |
| Johnny Punch | 1     | 14 gennaio 2009   | Louisville  | |
| Mike Mondo | 1     | 4 febbraio 2009   | Louisville  | |
| Jamin Olivencia | 3     | 6 maggio 2009     | Charlestown | In un evento OVW non trasmesso dalle telecamere. |
| El Rojo Uno | 1     | 13 maggio 2009    | Louisville  | |
| Jamin Olivencia | 4     | 10 giugno 2009    | Louisville  | |
| Brent Wellington | 1     | 22 luglio 2009    | Louisville  | Fu un title vs hair match a OVW Futureshock 2009. |
| Moose | 1     | 9 settembre 2009  | Louisville  | |
| Reso Vacante per interferenza. |       |                   |             | |
| Kamikaze Kid | 1     | 25 novembre 2009  | Louisville  | Sconfiggendo Shiloh nella finale del torneo per decretare il nuovo campione. |
| Asher Knight | 1     | 27 gennaio 2010   | Louisville  | In uno Steel Cage Match. |
| Kamikaze Kid | 2     | 3 febbraio 2010   | Louisville  | Sconfisse Asher Knight e Shiloh in un triple threat match. |
| Shiloh | 1     | 17 febbraio 2010  | Louisville  | |
| Kamikaze Kid | 3     | 24 febbraio 2010  | Louisville  | Il titolo venne restituito a Kamikaze Kid una volta scoperto che l'arbitro Chris Sharpe non aveva la licenza per arbitrare.                                                                                   |
| Jamin Olivencia | 5     | 7 maggio 2010     | Louisville  | |
| Mohamad Ali Vaez | 1     | 4 giugno 2010     | Louisville  | |
| The Metal Master | 1     | 15 settembre 2010 | Louisville  | |
| Mohamad Ali Vaez | 2     | 3 novembre 2010   | Louisville  | |
| Alex Silva | 1     | 11 dicembre 2010  | Louisville  | |
| Mohamad Ali Vaez | 3     | 26 gennaio 2011   | Louisville  | |
| Rudy Switchblade | 2     | 23 febbraio 2011  | Louisville  | |
| Mohamad Ali Vaez | 4     | 2 aprile 2011     | Louisville  | |
| Jamin Olivencia | 6     | 14 maggio 2011    | Louisville  | |
| Rudy Switchblade | 3     | 25 maggio 2011    | Louisville  | |
| Paredyse (Kamikaze Kid) | 4     | 20 luglio 2011    | Louisville  | |
| Adam Revolver | 1     | 14 settembre 2011 | Louisville  | Revolver diventa la prima persona a detenere contemporaneamente il TV Title e il Tag Title. |
| Jason Wayne | 1     | 21 settembre 2011 | Louisville  | Sconfiggendo Revolver in un match nel quale era in palio anche l'Heavyweight Title di Wayne. |
| Rocco Bellagio | 1     | 5 ottobre 2011    | Louisville  | |
| Alex Silva | 2     | 9 novembre 2011   | Louisville  | |
| Adam Revolver | 2     | 16 novembre 2011  | Louisville  | |
| Ted McNaler | 2     | 7 dicembre 2011   | Louisville  | |
| Christopher Silvio | 1     | 21 dicembre 2011  | Louisville  | |
| Mohamad Ali Vaez | 5     | 18 aprile 2012    | Louisville  | |
| Rob Terry | 1     | 21 aprile 2012    | Louisville  | |
| Mohamad Ali Vaez | 6     | 28 aprile 2012    | Louisville  | |
| Jamin Olivencia | 7     | 2 giugno 2012     | Louisville  | |
| Titolo vacante il 13 giugno 2012, in seguito ad un match tra Olivencia e Ali Vaez dove l'arbitro Chris Sharpe aiutò quest'ultimo a vincere. |       |                   |             | |
| Mohamad Ali Vaez | 7     | 7 luglio 2012     | Louisville  | Sconfiggendo Flash Flanagan e vincendo il titolo vacante. |
| Tony Gunn | 1     | 25 luglio 2012    | Louisville  | Vinto per forfait. |
| Ryan Howe | 1     | 8 agosto 2012     | Louisville  | In un Triple Treath Match che includeva anche Rob Terry. |
| Alex Silva | 3     | 12 settembre 2012 | Louisville  | |
| Cliff Compton | 1     | 17 ottobre 2012   | Louisville  | |
| Vacante |       | 4 novembre 2012   | Louisville  | Vacante quando Compton non può difenderlo a causa di un infortunio |
| Joe Coleman | 1     | 7 novembre 2012   | Louisville  | Battendo James Thomas per il titolo. |
| Jamin Olivencia | 8     | 1º dicembre 2012  | Louisville  | |
| Cliff Compton | 2     | 5 gennaio 2013    | Louisville  | |
| Rockstar Spud | 1     | 13 marzo 2013     | Louisville  | Vincendo il titolo al suo debutto in OVW. |
| Randy Royal | 1     | 11 maggio 2013    | Louisville  | |
| Dylan Bostic | 1     | 3 luglio 2013     | Louisville  | |
| Flash Flanagan | 1     | 3 agosto 2013     | Louisville  | Sconfiggendo Bostic, Randy Royal e Rudy Switchblade in un Fatal 4-Way. |
| Elijah Burke | 1     | 11 settembre 2013 | Louisville  | |
| Shiloh Jonze | 2     | 5 ottobre 2013    | Louisville  | |
| Paredyse | 5     | 20 novembre 2013  | Louisville  | |
| Melvin Maximus | 1     | 4 gennaio 2014    | Louisville  | |
| Adam Revolver | 3     | 15 maggio 2014    | Louisville  | |
| Melvin Maximus | 2     | 21 maggio 2014    | Louisville  | |
| Adam Revolver | 4     | 11 giugno 2014    | Louisville  | |
| Michael Hayes | 1     | 2 agosto 2014     | Louisville  | |
| Adam Revolver | 5     | 20 agosto 2014    | Louisville  | |